# Ralph Wenninger

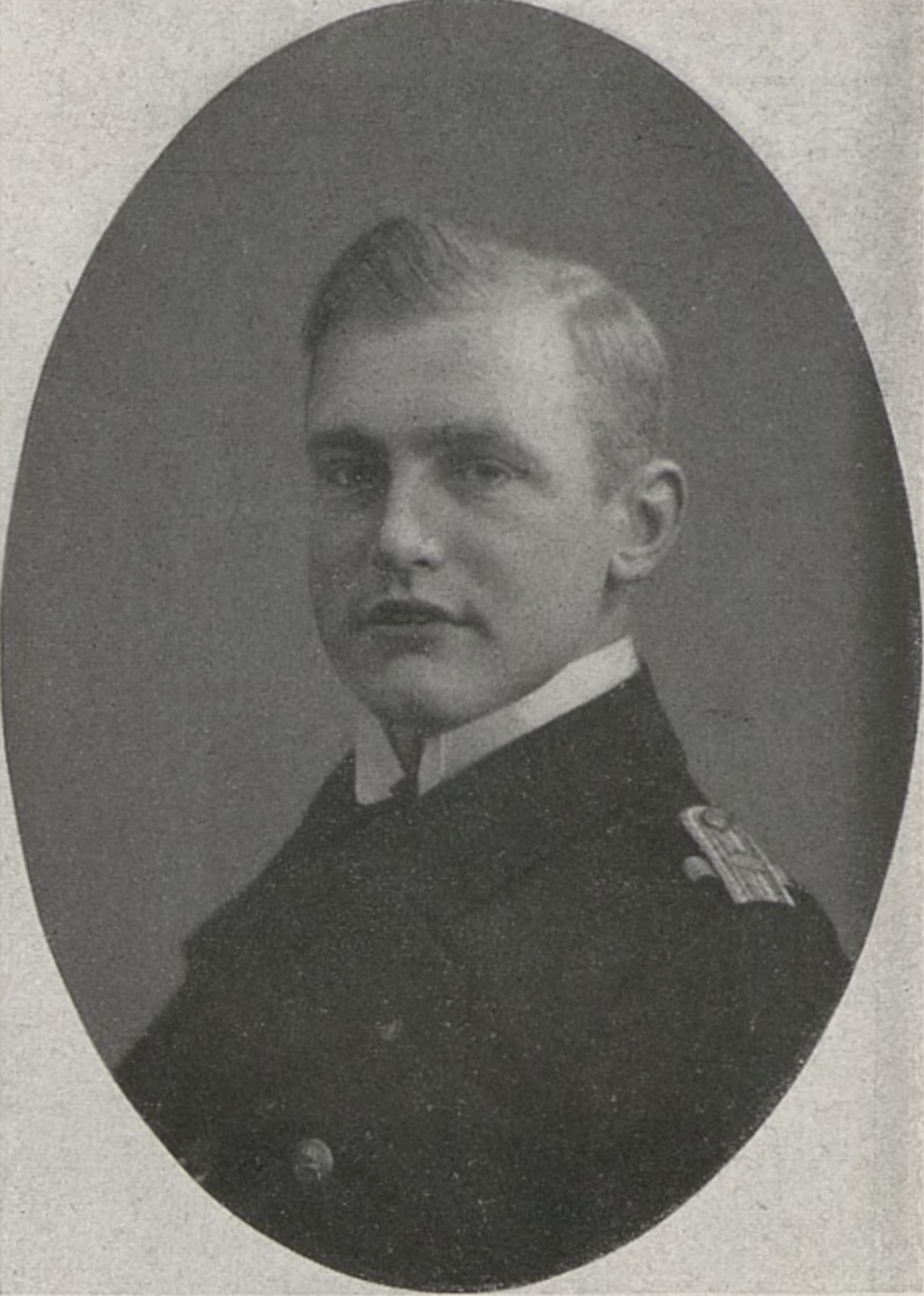
Wenninger ca. 1916

Ralph (Rudolf) Wenninger (* 22. April 1890 in München; † 13. März 1945 in Meran) war ein deutscher General der Flieger im Zweiten Weltkrieg.

## Leben

### Herkunft
Wenninger war der Sohn des späteren bayerischen Generalleutnants Karl Ritter von Wenninger.

### Militärkarriere
Wenninger trat am 3. April 1907 als Seekadett in der Kaiserlichen Marine ein, absolvierte zunächst seine Grundausbildung, bevor er seine Bordausbildung auf den Schulschiffen Freya und Charlotte erhielt. Wenninger kam am 1. April 1908 an die Marineschule Mürwik, wo er kurz darauf zum Fähnrich zur See ernannt wurde. Im Anschluss daran belegte er einen jeweils dreimonatigen Kursus an der Schiffsartillerieschule sowie auf dem Torpedoschulschiff Württemberg. Daran schloss sich eine nochmalige Infanterieausbildung beim II. Seebataillon bis zum 30. September 1909 an. Wenninger trat daraufhin die Ausreise nach Ostasien an, um ab 26. November 1909 auf dem Großen Kreuzer Scharnhorst Dienst zu versehen. Hier wurde er am 28. September 1910 zum Leutnant zur See befördert. Nach der Dienstzeit auf dem Stationsschiff kehrte er am 14. November 1911 in die Heimat zurück und wurde als Kompanieoffizier zunächst der I. Schiffs-Division zugeteilt. Vom 1. April 1912 bis 12. September 1913 fungierte er als Kompanieoffizier der V. Schiffs-Artillerie-Abteilung und wurde dann als Wach- und Funkoffizier auf den Aviso Pfeil versetzt sowie hier am 27. September 1913 Oberleutnant zur See. Dort verblieb er über den Ausbruch des Ersten Weltkriegs hinaus bis zum 30. November 1914 und kam dann in gleicher Funktion auf das Linienschiff Kaiser Friedrich III.
Wenninger meldete sich daraufhin zur U-Boot-Waffe und absolvierte vom 13. Januar bis 26. März 1915 eine entsprechende Ausbildung. Er fungierte zunächst als Kommandant der Schulboote UB 9 und UB 11 sowie anschließend bis 2. Juli 1916 von UB 17. Kurzzeitig wurde sein Dienst durch eine Baubelehrung für das neue U-Boot UC 17 bei Blohm & Voss in Hamburg unterbrochen, dessen erster Kommandant er nach der Indienststellung am 21. Juli 1916 wurde. Mit dem Boot kam er in der Folgezeit bei der U-Flottille Flandern zum Einsatz. Nachdem er am 15. Juni 1917 UB 55 übernommen hatte, wurde er am 16. November 1917 als einer der jüngsten Offiziere der Kaiserlichen Marine zum Kapitänleutnant befördert.
Mit dem ihm unterstellten U-Booten gelang Wenninger bis Kriegsende die Versenkung von insgesamt 97 Handelsschiffen mit 100.306 BRT. Er zählt damit zu den erfolgreichsten U-Boot-Kommandanten des Ersten Weltkriegs. Für sein Wirken wurde er mit beiden Klassen des Eisernen Kreuzes, dem Ritterkreuz des Königlichen Hausordens von Hohenzollern mit Schwertern, dem U-Boot-Kriegsabzeichen, dem Bayerischen Militärverdienstorden IV. Klasse mit Schwertern sowie dem Hanseatenkreuz von Hamburg und Bremen ausgezeichnet. Außerdem wurde Wenninger am 30. März 1918 die höchste preußische Tapferkeitsauszeichnung, der Orden Pour le Mérite verliehen.
Sein Boot lief am 22. April 1918 von Zeebrügge zu einer weiteren Feindfahrt aus und kollidierte dabei mit einer Seemine. Infolgedessen sank das U-Boot. Von der 29-köpfigen Besatzung konnten sich lediglich sechs Personen, darunter Wenninger, retten. Sie wurden von britischen Seestreitkräften gerettet und gerieten in Kriegsgefangenschaft.
Nach seiner Entlassung am 23. Oktober 1919 wurde Wenninger zunächst zur Verfügung der Kommandantur Kiel gestellt. Er schloss sich dann im Januar 1920 der III. Marine-Brigade an und fungierte bis 31. Mai 1920 als Kompanieführer.
Wenninger trat am 1. Juni 1920 der Vorläufigen Reichsmarine bei, wo er zunächst der Schiffskadetten-Division der Marinestation der Ostsee zugeteilt war. Vom 12. Juli 1920 bis 9. November 1921 fungierte er als Chef der 6. Minensuch-Halb-Flottille. Kurzzeitig setzte man ihn zwischenzeitlich vom 1. bis 22. August 1920 als Kompanieführer der Schiffskadetten der III. Minensuch-Flottille ein. Im November 1921 sowie vom 4. Januar bis 1. April 1922 kommandierte er die Schiffskadetten der Thetis und war zwischendurch zeitweise vom 14. November 1921 bis 3. Januar 1922 Chef der 5. Minensuch-Halb-Flottille. Nachdem die Thetis wieder in Dienst gestellt worden war, verwendete man Wenninger als Navigationsoffizier auf dem Kleinen Kreuzer. Er kam dann am 15. September 1924 für drei Monate als 2. Admiralstabsoffizier in den Stab der Marinestation der Ostsee, wurde dort anschließend Adjutant und als solcher am 1. April 1926 zum Korvettenkapitän befördert. Am 1. Oktober 1927 trat er seinen Dienst an Bord des Kleinen Kreuzers Berlin an, wo er bis zum 27. März 1929 die Position des Ersten Offiziers innehatte. Während dieser Zeit nahm er u. a. auch an der letzten Auslandsreise des Schiffes nach Ostasien und Australien teil. Nach der Außerdienststellung erfolgte seine Versetzung zum Marinearsenal Kiel. Hier verblieb er jedoch nur kurz und wurde am 3. April 1929 dem Abteilungsleiter der Luftschutzgruppe (LS) des Marinekommandoamtes zugeteilt. Vom 24. September 1929 bis 1930 sowie vom 1. Juli 1930 bis 29. September 1931 stellte man Wenninger zur Verfügung des Chefs der Marinestation der Ostsee bzw. des Chefs des Marinekommandoamtes. Anschließend war er für ein Jahr Referent im Reichswehrministerium in Berlin, ehe er als Fregattenkapitän (seit 1. Oktober 1931) am 1. Oktober 1932 die Position des Abteilungsleiters der Luftschutzgruppe des Marinekommandoamtes übernahm. Nach halbjähriger Tätigkeit dort wurde er Chef des Stabes der Luftschutzgruppe im Reichswehrministerium. Unter gleichzeitiger Beförderung zum Kapitän zur See am 1. April 1934 wechselte er dann als Chef der Zentralabteilung im Reichsluftfahrtministerium und trat am 1. Oktober desselben Jahres zur Luftwaffe über. Hier hatte er den Rang eines Obersts inne und wurde bis 31. März 1936 im Reichsluftfahrtministerium verwendet. Vom 1. April 1936 bis 3. September 1939 wurde Wenninger als Luftattaché an der Deutschen Botschaft in London verwendet sowie zwischenzeitlich am 1. März 1936 zum Generalmajor sowie am 1. März 1938 zum Generalleutnant befördert. Gleichzeitig fungierte er auch bis 31. Mai 1940 als Luftattaché an den Deutschen Botschaften in Den Haag und Brüssel, war dadurch im Januar 1940 mit den Folgen des Mechelen-Zwischenfalls betraut.
Nach Ausbruch des Zweiten Weltkriegs und der Besetzung der Benelux-Staaten kehrte Wenninger in die Heimat zurück, wurde bis 4. Juni 1941 im Generalstab der Luftflotte 2 verwendet sowie zwischenzeitlich am 1. November 1940 zum General der Flieger befördert. Es folgte bis 18. September 1941 eine Verwendung im Generalstab der Luftflotte 3 und anschließend im Stab des Oberbefehlshabers Süd.